# Rogier Krohne
Rogier Krohne (Eelde, 23 november 1986) is een Nederlands voormalig profvoetballer die doorgaans als aanvaller speelde. Hij kwam uit voor FC Groningen, FC Emmen, BV Cloppenburg, Preußen Münster, Schalke 04 II en VV Winsum.

## Loopbaan
Krohne is begonnen in de jeugd van de amateurclubs VV Actief en GRC Groningen, waarna hij in 1999 in de jeugdopleiding van FC Groningen terechtkwam. In het seizoen 2003/04 werd Krohne topscorer van het beloftenelftal, wat resulteerde in aanbiedingen van diverse topclubs, waaronder AFC Ajax, PSV en Arsenal FC. Krohne besloot hier niet op in te gaan, en zich te concentreren op het bemachtigen van een plaats in het eerste elftal van FC Groningen. Uiteindelijk maakte Krohne op 21 augustus 2005 zijn debuut voor FC Groningen, in de met 2-1 verloren wedstrijd tegen RKC Waalwijk. Tot een doorbraak bij FC Groningen kwam het uiteindelijk niet, Krohne bleef steken op vier wedstrijden voor de Groningers. In het seizoen 2008/09 speelde Krohne voor FC Emmen, waar hij geen basisplaats wist te bemachtigen.
In eerste instantie leek Krohne zijn carrière voort te zetten bij hoofdklasser ACV uit Assen, maar na een aanbieding van het Duitse BV Cloppenburg, uitkomend in de Oberliga Niedersachsen (vijfde niveau), besloot hij voor laatstgenoemde club te kiezen. Na een succesvolle eerste seizoenshelft is hij ingegaan op een contractverlenging tot de zomer van 2011. Met Cloppenburg promoveerde hij in het seizoen 2011/12 naar de Regionalliga Nord (vierde niveau). Na in het seizoen 2012/2013 met 24 treffers topscorer te zijn geworden van de Regionalliga Nord, tekende Krohne een contract bij SC Preußen Münster, uitkomend in de Duitse 3. Liga. Op 17 augustus 2014 scoorde Krohne een goal tegen FC Bayern München voor de DFB-Pokal.
Krohne tekende in juni 2016 een contract voor één seizoen bij FC Emmen, met een optie voor een extra seizoen. Hij verruilde FC Emmen in januari 2017 voor het tweede elftal van FC Schalke 04 in de Regionalliga West. Van 2017 tot 2020 speelde Krohne bij VV Winsum.
Zijn broer Dennis speelde ook profvoetbal.